# Wally Voges
Wallace William Voges, detto Wally (Benoni, 18 giugno 1936), è un ex pallanuotista sudafricano.
Ha fatto parte del Sudafrica che ha disputato il torneo di pallanuoto ai Giochi di Roma 1960.